# Desa Tengger (administrativ by i Indonesien, lat -6,84, long 111,54)
Desa Tengger är en administrativ by i Indonesien.   Den ligger i provinsen Jawa Tengah, i den västra delen av landet, 500 km öster om huvudstaden Jakarta.